# Leandro Alberti
Leandro Alberti (Bologna, 12 dicembre 1479 – Bologna, 9 aprile 1552) è stato uno storico, filosofo e teologo italiano.

## Biografia
Nato da Francesco Alberti, di origine fiorentina, fu condotto agli studi umanistici dal noto medico e umanista Giovanni Garzoni. Entrato nell'Ordine domenicano nel 1493, studiò teologia e filosofia con Silvestro Mazzolini da Prierio continuando tuttavia a coltivare con il Garzoni i propri interessi umanistici e storici.

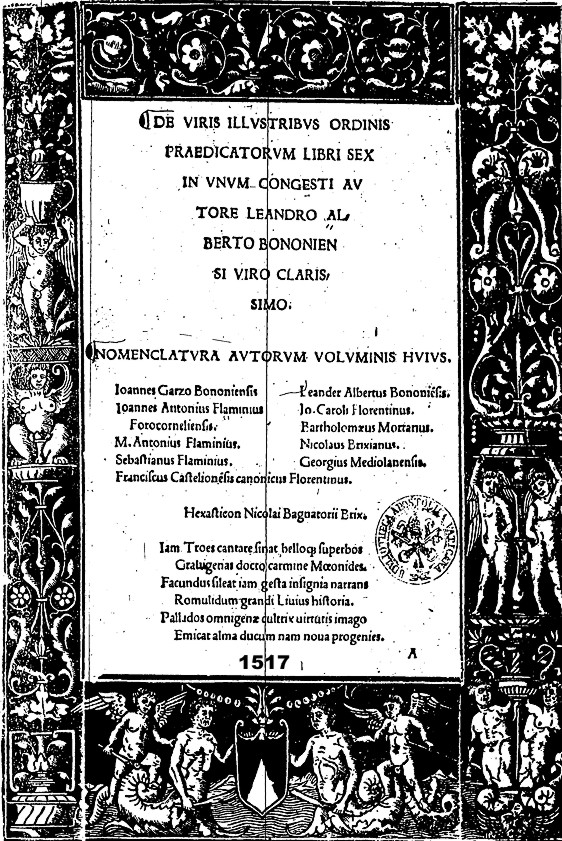
De viris illustribus, Bologna 1517

Il primo risultato dei suoi studi fu il contributo che egli diede, in soli 18 giorni, alla stesura dei De viris illustribus Ordinis Praedicatorum libri sex in unum congesti, opera collettiva - con il Garzoni, il Castiglioni, il Flaminio e altri - di biografie di domenicani, stampata a Bologna nel 1517. Nel 1521 tradusse dal latino in volgare la Vita della Beata Colomba da Rieto.

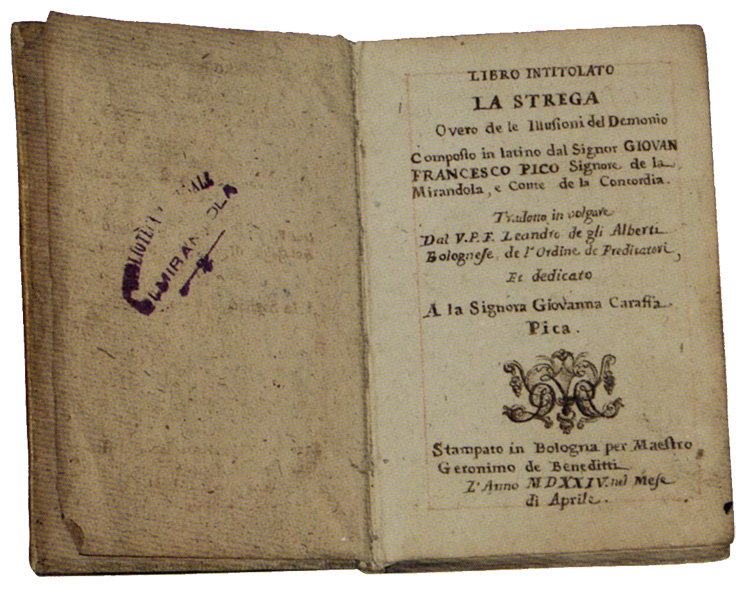
La Strega ovvero delle illusioni del demonio, tradotto in italiano da Leandro Alberti (1524), considerato il primo trattato di demonologia pubblicato in lingua volgare.

Nel 1524, durante la caccia alle streghe nella Signoria della Mirandola, tradusse in italiano il dialogo La Strega ovvero delle illusioni del demonio (Strix, sive de ludificatione daemonum) scritto da Giovanni Francesco II Pico della Mirandola, dedicando l'edizione a Giovanna Carafa, moglie del Signore della Mirandola. La traduzione dell'Alberti (riedita da Albano Biondi nel 1989) è registrata come il primo trattato di demonologia pubblicato in lingua volgare.
Tenuto al dovere della predicazione, fu «provinciale di Terra Santa» - cioè compagno nelle predicazioni itineranti - del maestro generale dell'Ordine, Tommaso De Vio e del successivo maestro Francesco Silvestri: con quest'ultimo percorse tutta l'Italia - nell'ottobre del 1525 era a Palermo - e la Francia dove, a Rennes, il 19 settembre 1528 morì il Silvestri. È poi attestato, a Roma, prendere parte al capitolo generale nel giugno del 1530.
Negli immediati anni successivi rimase nel convento di Bologna, dove commissionò a fra' Damiano Zambelli le decorazioni da eseguirsi nella cappella dell'Arca di san Domenico e i bassorilievi eseguiti da Alfonso Lombardi, questi ultimi pagati dalla città dopo la richiesta in tal senso avanzata dall'Alberti. In quest'occasione scrisse un opuscolo sulla morte e la sepoltura del Santo, il De divi Dominici Calaguritani obitu et sepultura, pubblicata nel 1535. Un'altra sua operetta, la Chronichetta della gloriosa Madonna di San Luca, fu pubblicata nel 1539 ed ebbe altre edizioni accresciute dal contributo di altri autori anonimi.
Il 20 gennaio 1536 fu nominato vicario del convento romano di Santa Sabina, un incarico che non dovette prorogarsi per più di due anni, giacché dal 1538 è sempre documentato a Bologna. Fu anche inquisitore di Bologna probabilmente dal 1550 al 1551 o al 1552, anno della sua morte.
L'opera più importante dell'Alberti, dedicata ai sovrani francesi Enrico II e Caterina de' Medici, è senz'altro la Descrittione di tutta Italia, pubblicata a Bologna nel 1550. Ad essa seguirono in ottanta anni altre dieci edizioni a Venezia e due traduzioni latine a Colonia: nell'edizione veneziana del 1561 si aggiungono per la prima volta le Isole pertinenti ad essa, mentre quella del 1568 è arricchita dalle incisioni di sette carte geografiche. Opera di geografia e di storia, ricalca in gran parte la Italia illustrata di Flavio Biondo, ampliandola e migliorandola nell'esposizione e nella citazione delle fonti, ma mostrando scarso spirito critico, attenendosi egli «ai dati dei geografi antichi o, per la parte storico-antiquaria, ad autori moderni di dubbia attendibilità come Raffaele Volterrano o Annio da Viterbo: e solo quando vengono a mancare testi precedenti ricorre a elementi di più diretta esperienza [...] parimenti nella critica storica preferisce riferire insieme le differenti versioni, anche di tempi e di valore molto diversi, senza prendere posizione».

## Opere
- De viris illustribus Ordinis Praedicatorum libri sex in unum congesti, Bononiae, 1517 ( versione digitalizzata.)
- Vita della Beata Colomba da Rieto..., Bologna, 1521
- De divi Dominici Calaguritani obitu et sepultura, Bononiae, 1535
- Historie di Bologna, 1541-1591 ( versione digitalizzata.)
- Libro detto strega o delle illusioni del demonio
- Descrittione di tutta Italia, nella quale si contiene il sito di essa, l'origine et le Signorie delle Città et delle Castella, Bologna, 1550
- De incrementis Dominii Veneti, et ducibus eiusdem, Lugduni, 1628
- De claris viris Reipublicae Venetae, Lugduni, 1628
- Universal Short Title Catalogue,  Scheda delle opere di Leandro Alberti (archiviato dall'url originale il 28 aprile 2018).